# Овего (Њујорк)
Овего (енгл. Owego) град је у америчкој савезној држави Њујорк.

## Демографија
По попису из 2010. године број становника је 3.896, што је 15 (-0,4%) становника мање него 2000. године.
| Група             | 2000.         | 2010.         |
| Белци             | 3.682 (94,1%) | 3.596 (92,3%) |
| Афроамериканци    | 45 (1,2%)     | 68 (1,7%)     |
| Азијати           | 40 (1,0%)     | 59 (1,5%)     |
| Хиспаноамериканци | 71 (1,8%)     | 94 (2,4%)     |
| Укупно            | 3.911         | 3.896         |